# 伊利亞·蘇萊曼
伊利亞·蘇萊曼（阿拉伯语：‎，1960年7月28日—）是巴勒斯坦電影導演與演員。

## 生平
伊利亞·蘇萊曼出身自一個信奉希臘正教會的阿拉伯家庭。1996，他完成首部長片《失蹤紀年》，進入第53屆威尼斯影展正式競賽單元；2002年，蘇萊曼執導了《妙想天開》，以喜劇的形式刻劃遭到以色列軍事佔領的巴勒斯坦生活，進入第55屆坎城影展正式競賽單元，並獲得評審團獎與費比西國際影評人獎，他親自飾演寡言與不善表達的主角，被許多影評認為其風格可比擬其他喜劇大師巴斯特·基頓、吉姆·賈木許與賈克·大地。
2009年，他再度以《韶光在此停駐》獲選為第62屆坎城影展正式競賽單元；2019年，距離前一部片十年後，他再度以自導自演的《導演先生的完美假期》進入第72屆坎城影展正式競賽單元，並獲得特別提及獎。

## 電影作品

### 劇情長片
- 1996年：《失蹤紀年》（سجل اختفاء）
- 2002年：《妙想天開（阿拉伯语：يد إلهية (فيلم)）》（يد إلهية）
- 2009年：《韶光在此停駐》（الزمن الباقي）
- 2019年：《導演先生的完美假期（阿拉伯语：إن شئت كما في السماء）》（لا بد من السماء）

## 外部連結
- 伊利亞·蘇萊曼在互联网电影资料库（IMDb）上的資料（英文）